# Life Is...Too Short
Life Is…Too Short — другий студійний альбом американського репера Too Short, виданий 30 січня 1989 р. лейблами Dangerous Music, RCA Records і Jive Records. RIAA надала платівці двічі платиновий статус.

## Список пісень
1. «Life Is…Too Short»
2. «Rhymes»
3. «I Ain't Trippin'»
4. «Nobody Does It Better»
5. «Oakland»
6. «Don't Fight the Feelin'» (з участю Danger Zone та Rappin' 4-Tay)
7. «CussWords»
8. «City of Dope»
9. «Pimp the Ho»
10. «Outro»

## Семпли
Life Is…Too Short
- School Boy Crush у вик. Average White Band

Don't Fight the Feelin
- Don't Fight the Feeling у вик. One Way

## Учасники
- Тед Боганон — продюсер
- Ел Ітон — гітара, клавішні, продюсер, зведення
- Віктор Холл — фотограф
- Гелен Кім — бек-вокал
- Mr. Z — одяг
- Too Short — клавішні, продюсер, програмування, зведення
- Джанна Томас — бек-вокал
- Марк Волі — дизайн
- Жанетт Райт — бек-вокал
- Rappin' 4-Tay — запрошений гість

## Чартові позиції
Альбому
| Рік  | Чарт                      | Найвища позиція |
| ---- | ------------------------- | --------------- |
| 1989 | США                       | 37              |
| 1989 | US Top R&B/Hip-Hop Albums | 9               |

Синглу
| Рік  | Сингл                | Чарт                                | Найвища позиція |
| ---- | -------------------- | ----------------------------------- | --------------- |
| 1989 | «Life Is… Too Short» | US Hot Rap Singles                  | 7               |
| 1989 | «Life Is…Too Short»  | US Hot R&B/Hip-Hop Singles & Tracks | 43              |